# マティルド・デュデケム・ダコ

マティルドの紋章

マティルド（フランス語：Mathilde d'Acoz, 1973年1月20日 - ）は、ベルギー国王フィリップの妃。

## 略歴
父はパトリック・デュデケム・ダコ伯爵、母はアンナ・マリア・コモロフスカである。アンナはポーランド亡命政府の首相を務めたタデウシュ・コモロフスキや、ポーランド第三共和政の大統領ブロニスワフ・コモロフスキを輩出した政治の名門でシュラフタの家柄であったコモロフスキ家の出身であり、祖母ゾフィア・サピェハはポーランドのマグナート（大貴族）サピェハ家の出身であった。
デュデケム・ダコ家は元々は男爵の家系であり、ルーツはフランデレンにあるが、現在の邸宅はワロン地域にある。公用語のフランス語とオランダ語の他に、英語とイタリア語とスペイン語も話せる。
マティルドはルーヴェン・カトリック大学で学んだ。言語聴覚士の資格を持ち、1995年から開業していた。
1999年12月4日、ブリュッセルでフィリップと結婚した。ベルギー王家初の、ベルギー生まれの王妃である。また、フランデレン人とワロン人の対立が建国以来絶えないベルギーにおいて、両者の統合の象徴たる王家にフランス語とオランダ語を解する女性が加わることが大いに歓迎された。
2012年6月に夫とともに経済団を率いて来日した際、単独で宮城県を訪問し、東日本大震災の被災者を慰問した。
2016年10月、フィリップ国王とともに王妃として初来日し、その際、宝冠大綬章を受章した。2019年10月にはフィリップ国王と再度来日し、徳仁天皇の即位礼正殿の儀に参列した。

## 子女
夫であるフィリップとの間に2男2女がいる。
- エリザベート王女（2001年 - ）ブラバント女公
- ガブリエル王子（2003年 - ）
- エマニュエル王子（2005年 - ）
- エレオノール王女（2008年 - ）